# Les Clandestins
Les Clandestins ė un film del 1946 diretto da André Chotin.

## Trama
Una drammatica storia d'amore tra la figlia di un collaborazionista e un giornalista della resistenza durante la seconda guerra mondiale.

## Distribuzione
Le date di uscita internazionali del film sono state:
- Francia: 17 aprile 1946 - (Les Clandestins)
- USA: 7 febbraio 1947 - (Clandestine)
- Danimarca: 28 novembre 1947 - (Den smilende hævner)[2]